# Teorias da verdade
Teorias da verdade são teorias que fornecem uma definição de verdade para uma linguagem. 
controvérsia as teorias da verdade tem recentemente sido colocada em três partes:  O que é verdadeiro? É uma crença, uma proposição, uma afirmação ou uma frase?; 
2) E a que corresponde: a um estado de coisas, a uma situação, a uma realidade, ou a um fato?; 
3) E que relação é essa a que se chama correspondência entre o que é verdadeiro e o que o faz verdadeiro?

Precisamos de uma teoria acerca do que é verdade. A noção de verdade ocorre frequentemente nas nossas reflexões sobre a linguagem, o pensamento e a ação. Em princípio, a verdade é o objectivo genuíno da investigação científica. Uma teoria explícita da verdade é essencial, pois a questão da verdade parece ser bem mais complexa do que a ideia de correspondência faz parecer. Todavia, descobrir o que seria a verdade pode muito bem estar fora do nosso alcance. 

## Introdução: perguntas filosóficas sobre a verdade
Há várias perguntas filosoficamente relevantes que se pode fazer a respeito da verdade e mais de uma resposta a elas foram dadas ao longo da história da filosofia, algumas alcançando maior aceitação do que outras. As principais questões são:
Pergunta metafísica: O que é (no que consiste) a verdade? Essa pergunta tem uma versão mais tradicional: Qual é a essência ou natureza da verdade? A essência ou natureza de uma coisa X é tradicionalmente concebida como o conjunto das condições necessárias e suficientes para que algo seja X, ou seja, como o conjunto das características que todos os Xs possuem e apenas os Xs possuem. (A metafísica é tradicionalmente concebida como a disciplina filosófica que estuda a essência das coisas e determina que tipos de coisas existem (ontologia).)
Pergunta epistemológica: Como podemos conhecer a verdade? O conhecimento é concebido tradicionalmente como crença verdadeira justificada. Sendo assim, a pergunta epistemológica pode ser formulada assim: como podemos ter crenças verdadeiras justificadas? (A epistemologia é tradicionalmente concebida como a disciplina filosófica que estuda a essência e possibilidade do conhecimento.)
Pergunta Semântica: Qual é o significado da palavra "verdade"? A explicação do significado de uma palavra é geralmente denominada "definição", num sentido amplo. Nesse sentido amplo, a pergunta semântica pode ser reformulada assim: Qual é a definição da palavra "verdade"? Mas há uma pergunta mais geral: qual é a função da palavra "verdade"? (A semântica é tradicionalmente concebida como a parte da filosofia da linguagem que estuda o significado, ou, como algumas vezes é dito, a relaçao entre as expressões linguísticas e aquilo que elas significam. Mas essa última formulação pode levar a mal-entendidos.)
Há controvérsia sobre qual é a relação entre essas perguntas. Por exemplo: a pergunta metafísica e a pergunta epistemológica não são a mesma pergunta? A resposta a essa questão depende muito de como entendemos (como explicamos o significado de) "significado", algo que também é matéria de controvérsia (W. V. Quine, p.ex., acredita que essa palavra, bem como todas as noções intencionais, não tem utilidade teórica). Se o significado de "verdade" é completamente determinado pelos critérios nos quais nos baseamos para usar essa palavra e a essência da verdade é independente desses critérios, ou seja, se podemos usar a palavra "verdade" e ignorar, ao menos parcialmente, sua essência, então uma análise do significado da palavra "verdade" não fornecerá necessariamente conhecimento sobre a essência da verdade. Além disso, alguns filósofos pensam que a resposta correta à pergunta semântica implica uma dissolução da pergunta metafísica (cf. teoria da verdade como redundância em "Deflacionismo" infra). Se a essência do conhecimento é constituída parcialmente pela verdade (conhecimento = crença verdadeira justificada), então isso mostra que verdade e conhecimento não podem ser a mesma coisa. Não obstante, alguns filósofos tentaram reduzir a verdade total ou parcialmente ao conhecimento e outros deram a mesma resposta à pergunta metafísica e à pergunta epistemológica. Seja como for, uma resposta à pergunta epistemológica depende de uma resposta à pergunta metafísica. Por outro lado, as respostas à pergunta semântica têm relevância filosófica na medida em que determinam em alguma medida a resposta à pergunta metafísica. Por isso, o restante desse verbete se concentra na pergunta metafísica. Normalmente é assim que os verbetes sobre a verdade se estruturam. Eles apresentam teorias da verdade, ou seja, teorias sobre a essência da verdade.

## Dois usos de "verdadeiro"
Antes da apresentação das principais teorias da verdade, convém chamar atenção para uma distinção importante entre dois usos de "verdadeiro". 

### Uso objetual
Algumas vezes atribuímos verdade a objetos materiais, como quando dizemos "isso é ouro verdadeiro". Mas há uma distinção essencial entre esse uso do predicado "é verdadeiro" e o uso em que atribuímos (ao menos aparentemente) a verdade a coisas que dizemos (ou pensamos, ou cremos, etc). Ouro falso não é um tipo de ouro. Ouro falso é um metal que parece ouro, mas não é. Ouro verdadeiro é um metal que não apenas parece ouro, mas é ouro. Nesse uso, "verdadeiro" é sinônimo de "genuíno". 

### Uso semântico
Uma frase (ou enunciado, ou pensamento, ou crença, etc.) falsa não deixa de ser uma frase por ser falsa. (O problema dos enunciados falsos do Sofista de Platão surge justamente porque um certo argumento de Parmênides conclui que não pode haver enunciados falsos, que um enunciado falso, tal como o ouro falso, não é um tipo de enunciado.) Nesse uso, de "verdadeiro" não é sinônimo de "genuíno". Há relações sistemáticas entre o uso objetual e o semântico de "verdadeiro". Eles podem aparecer na mesma frase. Por exemplo: "A frase 'Esse pedaço de metal é ouro verdadeiro' é verdadeira". Mas, quando se fala de teorias da verdade nesse verbete, é o uso semântico que está em questão.

## Portadores de verdade
Um portador de verdade é o que quer que se possa dizer verdadeiramente que é verdadeiro. Há muita controvérsia sobre a natureza dos portadores de verdade. Alguns acreditam que apenas um ou alguns dos candidatos a portadores de verdade são portadores de verdade genuínos ou primitivos enquanto outros não o são ou o são apenas derivadamente. Mas há quem ache essa controvérsia inútil, na medida em que qualquer coisa poderia ser portador de verdade. Os principais candidatos são: frases individuais (em inglês token sentences), tipos de frases (em inglês type sentences), enunciados, proposições ou pensamentos e crenças. Nem sempre é clara a distinção entre esses candidatos e, muitas vezes o mesmo candidato recebe diferentes nomes de diferentes filósofos. Mas, em geral, se reconhece a diferença entre uma frase, que é um objeto físico, e aquilo que dizemos ao usar uma frase, o conteúdo da frase. As frases individuais "Está chovendo" e "It is raining", p.ex., dizem a mesma coisa. De modo mais geral ainda, se reconhece a diferença entre uma frase e o ato linguístico realizado ao se usá-la. Uma frase da forma gramatical interrogativa, p.ex., pode ser usada tanto para fazer uma pergunta quanto para fazer um pedido ("Você não quer abrir a porta?"). A maneira correta de caracterizar esse ato linguístico no caso das atribuições de verdade (frases da forma "'p' é verdadeira") é matéria de controvérsia. Também geralmente se reconhece a diferença entre uma crença e sua expressão lingüística. Uma crença é geralmente concebida como uma entidade mental, que pode ocorrer na mente de animais que não possuem linguagem. Para evitar essas controvérsias sobre portadores de verdade, no que se segue se falará apenas de portadores de verdade, sem especificar sua natureza.

## Teorias metafísicas da verdade
Há quatro grupos principais de respostas à pergunta metafísica: teorias correspondentistas, teorias coerentistas, teorias pragmatistas e teorias deflacionárias.

### Teorias correspondentistas
As teorias desse grupo são as mais aceitas principalmente dado o seu caráter mais intuitivo, embora outras razões podem ser apresentadas. Nossas intuições pré-filosóficas sobre a verdade geralmente nos inclinam a explicá-la em termos de correspondência (como podemos ver nas definições de "verdade" da maioria dos dicionários). Segundo as teorias correspondentistas, a verdade é uma relação (ou propriedade relacional) entre dois tipos de entidades: um portador de verdade e um gerador de verdade, isto é, aquilo que torna esse portador verdadeiro (em inglês truth maker). O gerador de verdade é algumas vezes denominado estado de coisas, ou fato. A teoria diz que o portador de verdade f expressa ou representa o gerador de verdade p (f diz que p) e que o portador é verdadeiro quando o gerador de verdade ocorre ou é atual. Mais formalmente:
(f)(f é verdadeiro se, e somente se, f diz que p e p)
Há dois tipos de teorias da correspondência: correspondência como congruência e correspondência como correlação. A correspondência como congruência exige que os elementos do gerador de verdade e do portador de verdade estejam estruturados de maneira análoga. (Ludwig Wittgenstein, no Tractatus Logico-Philosophicus e Bertrand Russell). A teoria da correspondência como correlação não exige esse isomorfismo (John Langshaw Austin). 
Geralmente se considera Aristóteles como um defensor de uma teoria da verdade como correspondência. Ele diz na Metafísica que "Dizer do que é que é e do que não é que não é é dizer a verdade e dizer do que é que não é e do que não é que é é dizer algo falso". Mas há quem diga que essa passagem pode ser interpretada como a expressão de uma teoria deflacionária da verdade (cf. infra). 
Alguns acreditam que toda teoria correspondentista da verdade é uma teoria realista da verdade. Isso depende de como definimos "realismo" nesse contexto. Se uma teoria realista da verdade é aquela que concebe os geradores de verdade (os estados de coisas ou fatos) como entidades independentes da nossa mente, então parece que poderia haver uma teoria correspondentista não-realista da verdade, isto é uma teoria que concebe os geradores de verdade como dependentes da nossa mente. Mas "independente da mente" é uma expressão ambígua. Algo pode ser independente da nossa mente quanto à existência ou quanto aos nossos estados intencionais (pensamento, crença ou conhecimento). Algo pode ser concebido como independente dos nossos estados intencionais, mas não independente da existência da nossa mente (ou de alguma mente). Se uma teoria realista da verdade exige apenas que os geradores de verdade sejam independentes dos nossos estados intencionais, então uma teoria da correspondência que concebesse os geradores de verdade como dependentes da existência da nossa mente (ou de alguma mente) seria realista.
Não se deve confundir a definição correspondentista de "verdade" e o que Alfred Tarski chama de esquema T:
(T) "p" é verdadeira se, e somente se, p
Acreditar que as instâncias desse esquema (ou seja, os portadores de verdade que têm essa forma) são verdadeiras não implica aceitar a teoria correspondentista da verdade. Dizer que "'p' é verdadeira" equivale a "p" não é o mesmo que dizer que "p" é verdadeira porque p. Enquanto a equivalência é uma relação simétrica, a relação expressa por "porque" não é. Em outras palavras: dizer "'p' é verdadeira se, e somente se, p" e "p se, e somente se,'p' verdadeira" é dizer a mesma coisa, mas dizer "'p' é verdadeira porque p" não é o mesmo que dizer "p porque 'p' é verdadeira", salvo se quisermos negar que possa ocorrer fatos (geradores de verdade) aos quais não corresponde nenhum portador de verdade. Parece intuitivo supor que há estados de coisas ou fatos que não são representados por nenhum portandor de verdade.
A chamada concepção semântica da verdade de Alfred Tarski é apresentada por ele como uma versão da teoria da verdade como correspondência. Mas há quem discorde disso e a veja como precursora do deflacionismo. Uma das motivações da teoria de Tarski era evitar que o paradoxo do mentiroso fosse formulado em uma linguagem que estivesse de acordo com a concepção semântica da verdade. Em tal linguagem o predicado "é verdadeiro" nunca é usado para atribuir verdade aos portadores de verdade da própria linguagem (metalinguagem), mas apenas aos portadores de verdade de uma linguagem objeto. Segundo Tarski a linguagem ordinária permite a formulação do paradoxo do mentiroso porque nela o predicado "é verdadeiro" atribui verdade aos portadores de verdade da própria linguagem ordinária.

### Teorias coerentistas
Segundo as teorias coerentistas da verdade, a verdade é uma relação (ou propriedade relacional) não entre os portadores de verdade e os geradores de verdade, mas entre os próprios geradores de verdade. A teoria diz que um portador de verdade é verdadeiro se faz parte de um conjunto coerente de portadores de verdade. A coerência é geralmente definida (quando é) do seguinte modo: um conjunto de portadores de verdade é coerente quando nenhum contradiz o outro e quando qualquer subconjunto desse conjunto implica os demais portadores de verdade do conjunto. Mas não poderia haver dois conjuntos internamente coerentes de portadores de verdade de tal forma que um contradissesse o outro? Qual dos dois então teria portadores de verdade verdadeiros? É para evitar essa dificuldade que se costuma complementar a definição coerentista de verdade do seguinte modo: um portador de verdade é verdadeiro quando faz parte de um conjunto coerente de crenças que descreve completamente o mundo. Um romance de ficção, por exemplo, não atende a essa última exigência, apesar de ser internamente coerente. Mais formalmente:
(f)(f é verdadeiro se, e somente se, f faz parte de um conjunto coerente de portadores de verdade que descreve completamente o mundo)

### Teorias pragmatistas
Não é muito claro se, de acordo com as teorias pragmatistas da verdade, a verdade é uma propriedade que os portadores de verdade possuem independentemente das relações que mantêm entre si ou com geradores de verdade. A teoria diz que um portador de verdade é verdadeiro quando a crença na sua verdade é útil. Geralmente se acrescenta que essa utilidade deve ser medida a longo prazo. Uma crença imediatamente útil pode mostrar-se um obstáculo para a ação a longo prazo. A utilidade em questão é referente principalmente às ações de lidar com objetos no mundo, comunicar-se, prever e explicar acontecimentos. Mais formalmente:
(f)(fé verdadeiro se, e somente se, a crença que f é verdadeiro é útil a longo prazo)

### Teorias deflacionárias
Segundo as teorias deflacionárias da verdade, a verdade não é uma propriedade substancial, cuja natureza esteja oculta à espera de uma descoberta. Essa tese é sustentada através de uma análise da função do predicado "é verdadeiro". A função desse predicado é trivial e pode ser completamente explicada por meio do esquema T. (Mas aceitar que as instâncias do esquema T são verdadeiras não é o mesmo que aceitar o deflacionismo, ou seja, que a função do predicado "é verdadeiro" pode ser completamente explicada por meio do esquema T.) Para os deflacionistas, as teorias tradicionais da verdade estão todas equivocadas justamente porque supõem que a verdade é uma propriedade substancial cuja natureza oculta deve ser exibida por uma teoria. Há dois tipos de teorias deflacionárias da verdade: a teoria da verdade como redundância e o minimalismo.
De acordo com a teoria da verdade como redundância (geralmente atribuída a Frank P. Ramsey e às vezes chamada de teoria descitacional da verdade [em inglês disquotational theory of truth]), o esquema T é uma equivalência intencional, ou seja, uma sinonímia de acordo com a qual "'p' é verdadeira" significa o mesmo que "p" e, por isso, "é verdadeira" é redundante. Para o teórico da redundância, a verdade não é uma propriedade substancial porque não é propriedade nenhuma. A expressão "é verdadeira" é um pseudopredicado que não denota nenhuma propriedade. Com base nisso o teórico da verdade como redundância sustenta que o predicado "é verdadeiro" é eliminável da linguagem sem perda de capacidade expressiva. Isso significa que poderíamos dizer tudo o que dizemos usando esse predicado sem usá-lo.
De acordo com o minimalismo (defendido por Paul Horwich), o esquema T é uma equivalência essencial (extensional necessária), mas não intencional. O minimalista acredita que o predicado "é verdadeiro" não é eliminável da linguagem sem perda de capacidade expressiva. Segundo o minimalista, o predicado "é verdadeira" é um predicado genuíno que denota uma propriedade genuína, não uma propriedade substancial, mas uma propriedade lógica. (O minimalista tem uma concepção minimalista de predicado e propriedade.) Segundo o minimalismo, o conceito de verdade é neutro com relação à controvérisa entre realistas e anti-realistas.

## Leituras recomendadas
ARISTÓTELES. (1969). Metafísica. Porto Alegre: Editora Globo.
AUSTIN, J.L. (1950) "Truth", Proceedings of the Aristotelian Society, sup. vol. n. 24, pp. 111-28.
DUMMETT, Michael. (1990). La Verdad y Otros Enigmas. Trad. A.H. Patiño. México: Fondo de Cultura Económica.
HORWICH, Paul. (1990). Truth. Oxford: Basil Blackwell.
JAMES, W. (1909) The Meaning of Truth, New York, Longman Green.
KIRKHAM, Richard. (2003) Teorias da Verdade. Trad. Alessandro Zir. São Leopoldo: Unisinos.
PLATÃO. (1987). Sofista. Trad. J. Peleikat e J.C. Costa. São Paulo: Abril Cultural.
RAMSEY, F.P. (1927) "Facts and Propositions", Proceedings of the Aristotelian Society, sup. vol. n. 7, pp. 153-70.
STRAWSON, P.F. (1950) "Truth", Proceedings of the Aristotelian Society, sup. vol. n. 24, pp. 125-56.
TARSKI, A.(1943) "The Semantic Conception of Truth", Philosophy and Phenomenological Reasearch, IV, pp. 341-75.